# Scopula micara
Scopula micara är en fjärilsart som beskrevs av William Schaus 1901. Scopula micara ingår i släktet Scopula och familjen mätare. Inga underarter finns listade.